# محمد باسط درازهی
محمد باسط درازهی نمایندهٔ دورهٔ دهم مجلس شورای اسلامی از حوزهٔ انتخابیهٔ سراوان، سیب و سوران و مهرستان در استان سیستان و بلوچستان است. او در انتخابات مجلس دهم با حمایت حزب اعتدال و توسعه و با کسب ۶۰٬۳۴۷ رای از مجموع ۱۲۲٬۱۴۴ رای (معادل ۴۹٫۴۰٪ درصد آرا) از لیست امید و حامیان دولت به مجلس راه پیدا کرد. درازهی در دوره دهم مجلس شورای اسلامی از اعضای هیئت رئیسهٔ کمیسیون آموزش و تحقیقات مجلس شورای اسلامی بود.

## مجلس دهم
وی در دوره دهم مجلس شورای اسلامی در کمسیون و فراکسیون های ذیل عضو بود:
- کمیسیون آموزش و تحقیقات مجلس شورای اسلامی (سال اول تا چهارم)
- فراکسیون پیشگیری از جرایم و آسیب های اجتماعی
- فراکسیون خانواده
- فراکسیون فرش و صنایع دستی
- فراکسیون فرهنگیان
- فراکسیون مرزنشینان
- فراکسیون مناطق کمتر توسعه یافته
- فراکسیون نفت و نیرو
- فراکسیون وحدت و تقریب مذاهب اسلامی
- گروه های دوستی قرقیزستان، قزاقستان، پاکستان، ازبکستان و نروژ

## جنجال‌ها

### درازهی در گمرک
در ۲۶ آذرماه ۹۷ ویدئویی از محمد باسط درازهی، در فضای مجازی منتشر شد که در آن ویدئو این نماینده مجلس درخواستی خارج از ضوابط اداری از کارمند گمرک دارد اما کارمند در برابر خواسته وی مقاومت می‌کند، این نماینده مجلس در واکنش، با کلماتی زشت و لحنی توهین‌آمیز به این کارمند پاسخ می‌دهد. در ادامه کارمند اداره گمرک، این نماینده مجلس را به مراجعه کنندگان معرفی می‌کند که یکی از مراجعان نیز با عصبانیت محمد باسط درازهی را از محل وقوع این اتفاق بیرون می‌اندازد.انتشار این فیلم در فضای مجازی بازتاب زیادی داشت و انتقادات بسیاری را متوجه این نماینده مجلس کرد.

### مقاله علمی
انتشار ویدئوی درازهی در گمرک باعث جلب توجه کاربران شبکه‌های اجتماعی به رزومه این نماینده مجلس و مطرح شدن بحث مقاله علمی او شد. پس از آن سایت‌های خبری مقاله‌هایی در باب تقلب و سرقت علمی او منتشر کردند و خواهان برخورد با او و نویسندگان همکارش شدند. اتهام سرقت علمی و اسناد آن در رسانه‌های متخلف دست به دست شد تا اینکه ولفرام بوگارد، استاد دانشگاه فرایبورگ آلمان در صفحه فیسبوک خود از سرقت مقاله علمی خود بوسیله محمد باسط درازهی، نماینده مجلس ایران در سراوان ابراز تاسف کرد. او نوشت: «امروز من دربارهٔ یک مساله بسیار غم انگیز در زندگی علمی مان مطلع شدم. گروهی در ایران مقاله ای مربوط به دو سال پیش را منتشر کردند که کپی دو مقاله ما بوده که چند سال پیش منتشر کردیم. به نظر می‌رسد این یک مساله بزرگ است و یکی از نویسندگان این مقاله کپی شده از روی کار ما عضو مجلس نمایندگان جمهوری اسلامی ایران است.» پس از آن درازهی در پاسخ به این اتهام در بیانیه‌ای از خود سلب مسئولیت کرد و نوشت «دانشجوی همکار در مقاله، به اجبار اسم او را در مقاله قرار داده» و «دانشجوی سخت کوشی بوده اما به دلیل امکانات کم در سیستان و بلوچستان این کار را کرده» و «دبیرخانه کنفرانس و مسابقات در چین باید به خطا و اشتباه احتمالی مقاله پی می‌برده» و نقش او در این مقاله کپی شده انگلیسی «مترجمی» بوده‌است.

## رد صلاحیت
محمدباسط برای نمایندگی دوره یازدهم ثبت نام کرد ولی شورای نگهبان صلاحیت او را تایید نکرد و نتوانست در انتخابات شرکت کند.